# (5050) Докторватсон
(5050) Докторватсон (англ. Doctorwatson) — астероид из группы главного пояса, который был открыт 14 сентября 1983 года американским астрономом Эдвардом Боуэллом в обсерватории Андерсон Меса и 1 сентября 1993 года назван в честь Доктора Ватсона, вымышленного персонажа рассказов о Шерлоке Холмсе Артура Конан Дойла. 

Орбита астероида Докторватсон и его положение в Солнечной системе